# ماچی ام.۳۹
ماچی ام. ۳۹ (به انگلیسی: Macchi_M.39) یک هواگرد ملخ‌پیشین تک‌موتوره از نوع هواپیمای آب‌نشین ساخت شرکت Aeronautica Macchi است. هواگرد ماچی ام. ۳۹ نخستین پروازش را در ۶ ژوئیه ۱۹۲۶ میلادی انجام داد. در مجموع، تعداد 5 فروند از این هواگرد ساخته شده‌است.
طراح این هواگرد، Mario Castoldi بود.